# Шварцбах (Грајц)
Шварцбах (њем. Schwarzbach) град је у њемачкој савезној држави Тирингија. Једно је од 61 општинског средишта округа Грајц. Према процјени из 2010. у граду је живјело 231 становника. Посједује регионалну шифру (AGS) 16076068.

## Географски и демографски подаци
Шварцбах се налази у савезној држави Тирингија у округу Грајц. Град се налази на надморској висини од 309 метара. Површина општине износи 4,9 km². У самом граду је, према процјени из 2010. године, живјело 231 становника. Просјечна густина становништва износи 47 становника/km².